# Brouhot

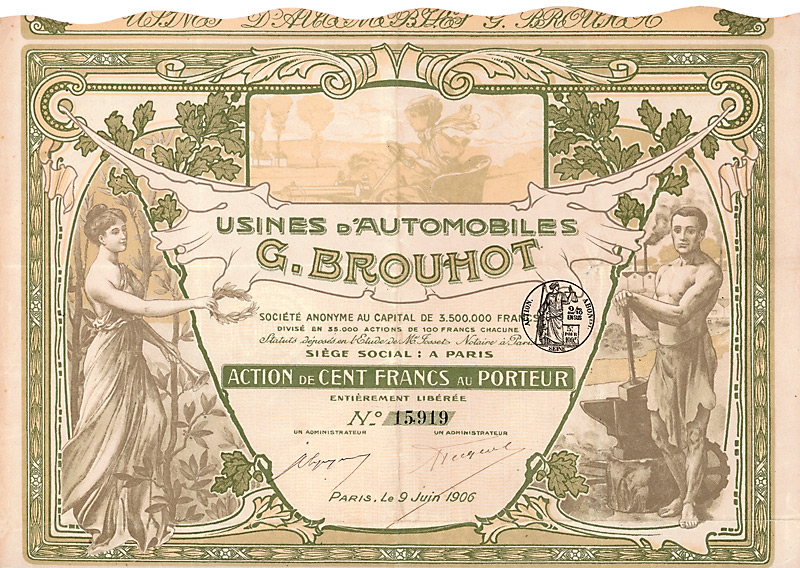
Akcie v hodnotě 100 Franků firmy Usines d'Automobiles G. Brouhot S.A. z 9. června 1906

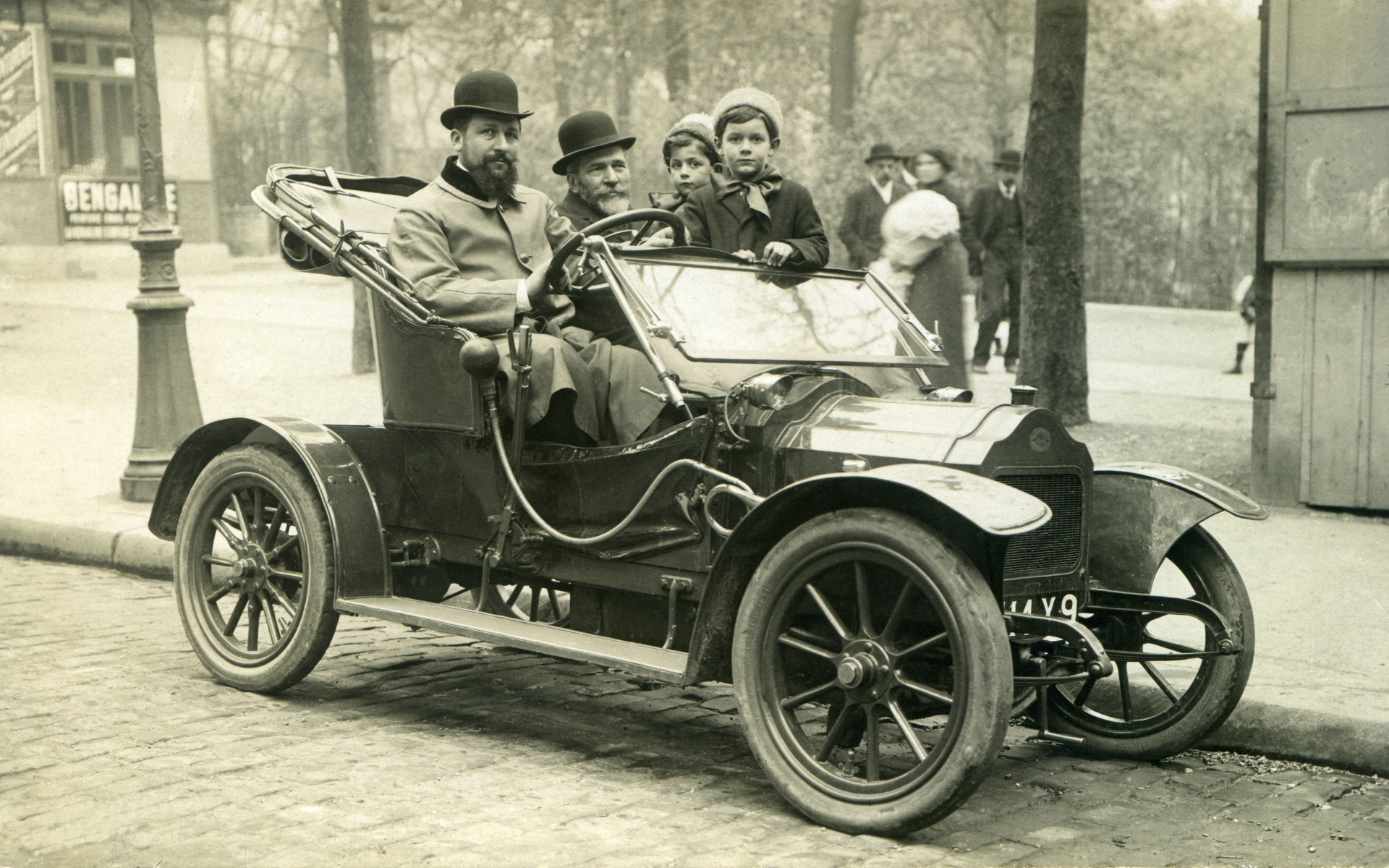
Brouhot v Paříži, 1910

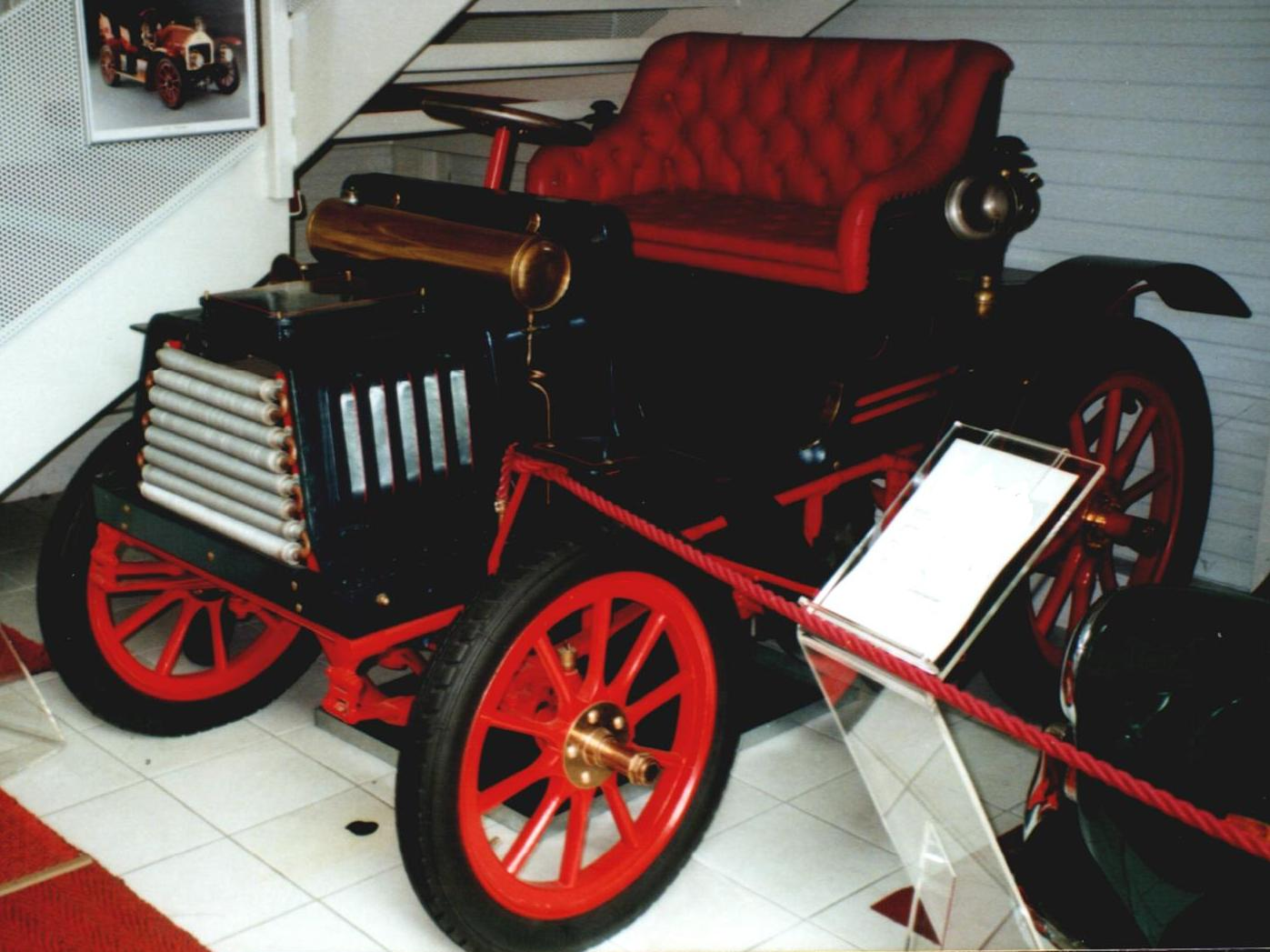
Brouhot (1898)

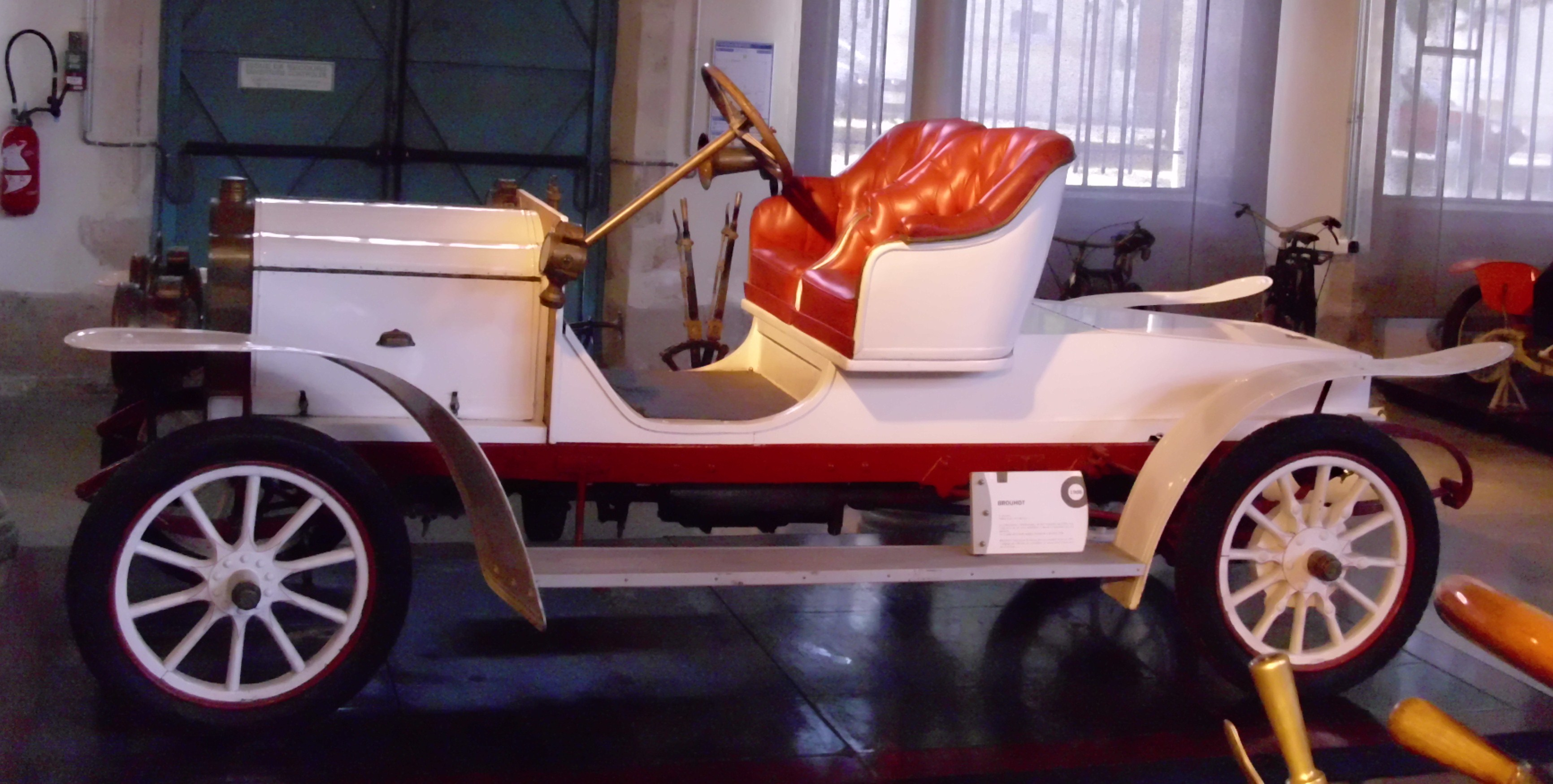
Brouhot (1906)

Automobiles G. Brouhot & Cie byl francouzský výrobce automobilů a motorů.

## Historie firmy
Charles Brouhot založil v poslední dekádě 19. století ve Vierzonu společnost vyrábějící zemědělské stroje a zařízení. V roce 1898 vznikla samostatná společnost Automobiles G. Brouhot & Cie, sídlící taktéž ve Vierzonu. Ta ukončila výrobu automobilů v roce 1911. Mateřská firma v roce 1914 vyhlásila bankrot. Převzala ji Société Française de Vierzon, vyrábějící už desítky let předtím zemědělské stroje a od 30. let 20. století také traktory.

## Vozidla
První typ automobilu firmy měl vzadu naležato uložený dvouválec. V roce 1903 vznikly vozy se dvouválcem 10 CV a čtyřválci, označené 15 CV a 20 CV. Motor v nich byl už uložen klasicky a poháněl hnanou nápravu řetězem. Později firma vyráběla vozy se čtyřválcovými motory o výkonu 10 až 60 koní. V roce 1906 vznikl „dvouválcový“ model 8 CV s kardanem. Poslední typ, 9 CV byl na trh uveden v roce 1908.
Jedno z dochovaných vozidel je ve sbírce Musée Auto Moto Vélo v Châtellerault.

## Automobilové závody
V roce 1903 se konal závod z Paříže do Madridu. Firma se účastnila s vozem postaveným pro tento závod s motorem o objemu 8013 cm³ a výkonu 40 koní. U Angoulême ale vůz havaroval. Kromě spolujezdce-mechanika zahynuli také dva diváci a firma Brouhot automobilový sport opustila.

## Motory
Motory firmy Brouhot osazovaly své vozy firmy Ateliers P. Sage a Elswick Motor.